# Jorge Eduardo Navarrete
Jorge Eduardo Navarrete López (Ciudad de México, 29 de abril de 1940) es un economista y diplomático mexicano. Ha desempeñado el cargo de embajador en diversos países y misiones mexicanas.
Es licenciado en Economía por la Universidad Nacional Autónoma de México (UNAM). Fue Presidente de la Sociedad de Exalumnos de la Facultad de Economía de la UNAM. Ha sido, además, investigador del Centro de Investigaciones Interdisciplinarias en Ciencias y Humanidades de la UNAM y del Centro de Estudios China-México (Cechimex) en la Facultad de Economía. Ha sido Embajador de México en Venezuela, Alemania, Naciones Unidas, China, Chile, Brasil, Austria y Yugoslavia, además fue Subsecretario de Políticas y Desarrollo Energético de la Secretaría de Energía.
Desde enero de 2019, es vocal de la Junta de Gobierno del Instituto para la Protección al Ahorro Bancario (IPAB).